# 卡尔斯堡
卡尔斯堡（德語：Karlsburg）是德国梅克伦堡-前波美拉尼亚州的市镇，隶属于前波美拉尼亚-格赖夫斯瓦尔德县。总面积为28.72平方千米，截至2023年12月31日总人口为1,846人。